# 瑙吉考尼饒
瑙吉考尼饒（匈牙利語：Nagykanizsa，匈牙利語發音：[ˈnɒckɒniʒɒ]）是位於匈牙利西南部，佐洛州的一個城市。在歷史上是一個重要的貿易中心。